# 427 (số)
427 (bốn trăm hai mươi bảy) là một số tự nhiên ngay sau 426 và ngay trước 428.